# Miejska Komunikacja Samochodowa w Mielcu
Miejska Komunikacja Samochodowa Sp. z o.o. w Mielcu – przedsiębiorstwo oferujące usługi przewozu publicznego, zapewniające komunikację miejską w Mielcu.
Spółka rozpoczęła swoją działalność 1 grudnia 1996 r. Powstała w wyniku przekształcenia zakładu budżetowego pod nazwą Komunalny Zakład Użyteczności Publicznej Przedsiębiorstwo Miejskiej Komunikacji Samochodowej w Mielcu. Wstąpiła we wszystkie prawa i obowiązki związane z działalnością zakładu budżetowego.

## Historia układu linii komunikacyjnych

### Lata 60.
10 stycznia 1961 uruchomiona została pierwsza linia autobusowa, której trasa przebiegała w całości na terenie Mielca. Kursowała na trasie Rynek – Osiedle – WSK.
Do roku 1969 liczba linii autobusowych na terenie miasta wzrosła do sześciu. Autobusy jeździły na 3 trasach podmiejskich oraz 3 trasach miejskich (w tym 2 do WSK):
- 1   Rynek – ul. Legionów – Wola Mielecka – Rzędzianowice
- 2   Rynek – Mickiewicza – 22 Lipca – Przemysłowa – WSK
- 3   Rynek – Mickiewicza – Żeromskiego – Kochanowskiego – 22 Lipca (Plac Centralny)
- 4   Rynek – Mickiewicza – 22 Lipca – Cyranka – WSK
- 5   Rynek – Kościuszki – Wojsław
- 6   Rynek – Obrońców Pokoju – Sienkiewicza – Chorzelów (kurs powrotny: Chorzelów – Sienkiewicza – Sękowskiego – Rynek)

### Lata 70.
1970–1975 utworzono kolejny zestaw tras komunikacyjnych. Swoje istnienie rozpoczęła 7-mka (trzecia w historii trasa do WSK) oraz 10 linii podmiejskich:
- 7  Rynek – Mickiewicza – Wolności – Kazimierza Wielkiego – Żeromskiego – Kochanowskiego – 22 Lipca – Przemysłowa – WSK
- 8  Rynek – Kilińskiego – Złotniki – Chrząstów
- 9  Rynek – Legionów – Wola Mielecka – Trzciana – Dąbrówka Osuchowska – Czermin
- 10 Rynek – Mickiewicza – 22 Lipca – Cyranka – WSK – Mościska – Trześń – Ławnica
- 11 Rynek – Legionów – Wola Mielecka – Podleszany – Majdanek – Książnice
- 12 Rynek – Legionów – Wola Mielecka – Trzciana – Dąbrówka Osuchowska – Czermin – Borowa
- 13 Rynek – Mickiewicza – Wolności – Smoczka
- 14 Rynek – Mickiewicza – Wolności – Smoczka – Przyłęk
- 15 Rynek – Legionów – Wola Mielecka – Podleszany – Majdanek – Książnice – Goleszów – Kiełków – Błonie – Przecław
- 16 Rynek – Kilińskiego – Złotniki – Chrząstów – Brzyście – Borki Nizińskie – Młodochów
- 17 Rynek – Legionów – Wola Mielecka – Piątkowiec – Zgórsko – Partynia – Radomyśl Wielki – Wadowice Dolne

1973 wydłużono poprzednie trasy:
- 3 Rynek – Mickiewicza – Żeromskiego – Kochanowskiego – Plac Centralny – Solskiego – Biernackiego
- 5 Rynek – Kościuszki – Wojsław – Rzochów
- 6 Rynek – Obrońców Pokoju – Sienkiewicza – Chorzelów – Malinie – Tuszów Mały – Tuszów Narodowy

1976 nastąpiła pierwsza w historii likwidacja linii podmiejskiej (14 do Przyłęka – po zaledwie 1,5 roku)
1977 uruchomiono drugą linię w kierunku stadionu (w związku z ogromną popularnością FKS Stal Mielec)
- 14 Rynek – Mickiewicza – 22 Lipca – Plac Centralny – Solskiego – Biernackiego

1978 objęto komunikacją miejską najmłodszą, dużą, zachodnią dzielnicę miasta – Os. Lotników (popularnie Borek)
- 18 Rynek – Kilińskiego – Gagarina – Sienkiewicza – Kusocińskiego – Plac Centralny – 22 Lipca – Przemysłowa – WSK (w trybie całodziennym)

1979 przyłączono do miasta Dziubków

### Lata 80.
1981 nastąpiła znaczna rozbudowa i szybkie zasiedlanie osiedla Lotników – zwłaszcza powstanie pierwszych blokowisk wieżowców w rejonie ulic Pisarka, Kocjana i Drzewieckiego (wraz z wieżowcami w Centrum). Uruchomiono wtedy dwie kolejne linie:
- 19 Rynek – Kilińskiego – Gagarina – Pisarka – Sienkiewicza – Kusocińskiego – Plac Centralny – Solskiego – Biernackiego
- KOŁO  Rynek – Kilińskiego – Gagarina – Sienkiewicza – Kusocińskiego – Plac Centralny –  Kochanowskiego – Żeromskiego – Mickiewicza – Rynek

Jednocześnie skrócono 18, wycofując ją ze Starówki i redukując do roli linii pracowniczej. Trasa przebiegała ulicami: Pisarka – Gagarina – Sienkiewicza – dalej bez zmian. Była to pierwsza w historii trasa omijająca Rynek. (Kurs powrotny ... – Sienkiewicza – Pisarka).
1982 nastąpiło wiele zmian. Rozwijać zaczęła się inna dzielnica – Dziubków leżąca po przeciwnej (wschodniej) stronie miasta, w celu obsłużenia tych terenów istnienie rozpoczęła błyskawicznie kolejna linia całodzienna. W historii komunikacji miejskiej w Mielcu była to pierwsza trasa jednokierunkowa, nie korzystająca z pętli autobusowych, rozpoczynając się i kończąc przy Zespole Szkół Technicznych – nowym gmachu największej placówki edukacyjnej w mieście, przy nowo wybudowanej ul. Jagiellończyka.
- 20 Jagiellończyka ZST – 22 Lipca – Przemysłowa – Długa – Partyzantów – Wolności – Jagiellończyka ZST

Powstała też następna linia pracownicza:
- 21 Rynek – Mickiewicza – Wolności – Partyzantów – WSK

Dodatkowo niektóre kursy poprowadzono przez Centrum Mielca, ulicami: 22 Lipca – Szopena – Kazimierza Wielkiego (ODJ). Ten sam wariant utworzono na linii podmiejskiej 13 łączącej Rynek ze Smoczką (sąsiadującą z Dziubkowem miejscowością, o której włączenie do miasta zabiegano).
Rozbudowa miasta w kierunku wschodnim była najlepszym rozwiązaniem. Duże koszty ewentualnej budowy nowych mostów na Wisłoce po stronie
zachodniej wykluczały raczej powstanie blokowisk na Woli czy Podleszanach, co wcześniej brano pod uwagę. Ostatecznie zabudowa zatrzymała się na jednorodzinnych osiedlach Kilińskiego i Kościuszki położonych w pobliżu rzeki i ze względu na słabą infrastrukturę usługową mocno zintegrowanych ze Starym Miastem. Dojazd do nich zapewniła linia:
- 22 Legionów Park Oborskich – Wiejska – Konfederacka – Kilińskiego – Rynek – Mickiewicza – 22 Lipca – Miasteczko Młodego Robotnika (pętla przy kinie Tęcza) oraz w godzinach szczytu wydłużenie przez ul. Przemysłową do WSK.

Zlikwidowano kursy wielu innych linii podmiejskich. Powodem była odmowa dofinansowania działalności zakładu przez gminy. Najpierw autobusy opuścić musiały miejscowości gminy Gawłuszowice (Brzyście, Borki Niz. i Młodochów), skąd wycofano linię 16 a jej kursy przekazano linii 8, a kursy MKS w tamtym kierunku powróciły, dopiero w roku 2006! Konieczne było także wycofanie tras z miejscowości leżących w gminach graniczących z Mielcem od zachodu (Borowej, Wadowic, Radomyśla i Zgórska). Przestały zatem istnieć linie 12, i 17, jednakże komunikacja miejska już nigdy tam nie wróciła. Została jedynie linia 9 łącząca miasto z Trzcianą i Czerminem, którą w przyszłości czekał specyficzny los.
Zaszła także potrzeba małej modernizacji układu drugoplanowych linii miejskich.
W związku z malejącą frekwencją pasażerów podróżujących w okolice stadionu, zmniejszono liczbę linii obsługujących ulice Solskiego i Biernackiego. Na okres próbny zlikwidowano kursujące dotychczas z Rynku różnymi trasami linie: 3, 14 i 19, uruchamiając w ich miejsce dwie nowe:
- 7  Rynek – Kościuszki – Narutowicza – Wolności – Kazimierza Wielkiego – Żeromskiego – Kochanowskiego – 22 Lipca – Solskiego – Biernackiego (pasażerowie jadący z ODJ do WSK podróżowali odtąd linią 21 przez Dziubków)
- 16 Rynek – Kilińskiego – Gagarina – Sienkiewicza – Drzewieckiego – Głowackiego – Wiadukt – Jagiellończyka – Wolności – Kazimierza Wielkiego – Żeromskiego – Kochanowskiego – 22 Lipca – Solskiego – Biernackiego (uchodziła za najbardziej skomplikowaną trasę w historii)

W związku z powstaniem dzielnicy przemysłowej na Górce Wojsławskiej (południowej dzielnicy jednorodzinnej) wkrótce kursy 7-mki zostały poszerzone o ulice: Korczaka, Kasprzaka i Naruszewicza. Ponadto podjęto decyzję o utworzeniu kursującej w godzinach szczytu linii:
- G Rynek – Mickiewicza – Żeromskiego – Kazimierza Wielkiego – Wolności – Korczaka

1983 w związku z otwarciem nowego Cmentarza Komunalnego dla Mielca w pobliskiej Smoczce zorganizowano kolejną linię do tej miejscowości:
- 14 Rynek – Mickiewicza – 22 Lipca – Szopena – Kazimierza Wielkiego – Wolności – Smoczka – Cmentarz Komunalny

Numery pozostałych zlikwidowanych tras zostały nadane nowym liniom pracowniczym dowożącym do WSK i PGO – Państwowych Gospodarstw Ogrodniczych ulokowanych na północno-zachodnich krańcach miasta (błonia Borku):
- 12 Gagarina – Bajana – Ogrodowa – Reja – Sękowskiego – Rynek – Kościuszki – Narutowicza – Żeromskiego – Kochanowskiego – Plac Centralny – 22 Lipca – Przemysłowa – WSK
- 17 Rynek – Obrońców Pokoju – Sienkiewicza – Traugutta – PGO
- 19 Pisarka – Gagarina – Drzewieckiego – Głowackiego – Wiadukt – 22 Lipca – Fabryczna – Gwardii Ludowej – WSK Brama Wschodnia

Oprócz tego powstały cztery linie o kolejnych numerach:
- Nr 23 Pisarka – Gagarina – Sienkiewicza – Sękowskiego – Rynek – Mickiewicza – 22 Lipca – Miasteczko Młodego Robotnika
- Nr 24 Rynek – Mickiewicza – 22 Lipca – Solskiego – Biernackiego – Cyranka – Berdechów (ul. Cyranowska, Orla i Szybowcowa)
- Nr 25 Rynek – Mickiewicza – 22 Lipca – ODJ – Wolności – Partyzantów – Działki Podlesie
- Nr 26 Racławicka Mleczarnia – Targowa – Narutowicza – Kościuszki – Mickiewicza – 22 Lipca – Fabryczna – Przemysłowa – WSK

Od 1983 kursy linii 20 i 21 wstępowały po drodze do ul. Szafera, gdzie oddano nową pętlę.
W 1985 do Mielca przyłączono cztery okoliczne miejscowości: Smoczkę, Wojsław, Rzochów i Mościska. W efekcie linie nr 5 i 13 przestały być liniami podmiejskimi, ponieważ całe ich trasy mieściły się już w granicach miasta. Ta druga zmieniła swoją trasę, wstępując znaczną większością kursów do centrum miasta. Linia miała teraz postać: Rynek – Osiedle – ODJ – ul. Wolności – Os. Smoczka
Nadszedł rok 1989 i zmiana ustroju w państwie. Do głównych dzielnic Mielca należały: Centrum Miasta, Stare Miasto, Os. Lotników (na zachodzie) i Os. Dziubków (na wschodzie). Niebawem dołączyła też Smoczka, która rozpoczynała swój największy rozkwit, również w dziedzinie komunikacji miejskiej. Docierały tam już 13 i 14, które kursowały z roku na rok coraz częściej. Tymczasem linie uruchomione dla sąsiedniego Dziubkowa miały zbyt dużą frekwencję pasażerów. Do centrum miasta najczęściej kursującą 20 dostawali się mieszkańcy okolic: Długiej, Partyzantów, Wolności (także ze Smoczki) i okolic między Górką Wojsławską a ODJ. Linia przestała być okólna, wydłużono ją do Rynku i przede wszystkim uruchomiono podwójne kursy (tam i z powrotem). Miała następującą postać: Rynek – ul. Jagiellończyka – Osiedle – ul. Długa – ul. Partyzantów – ul. Wolności – ul. Szafera. Tak samo wysoką frekwencją cieszyło się 25.
Natomiast linia 21 była jedyną możliwością dojazdu do WSK z ODJ, ulic: Wolności, Szafera czy Partyzantów i powstającego nowego osiedla. Wariant zastępczy miał na celu transport pasażerów z bezpośrednio z Osiedla i ul. Długiej, jednak nastąpiła zmiana jego trasy. Kursy odbywały się z Rynku przez Osiedle, ODJ i ulicami: Wolności, Nową oraz Długą, odciążając nieco autobusy na trasie standardowej. Jednak podział kursów na Bramę Główną i Wschodnią spowodował ponowne komplikacje. Konieczne było wycofanie 21 z ulicy Szafera i uruchomienie nowej linii:
- Nr 27 Szafera – Wolności – Partyzantów – WSK

Razem z nią powstała także linia:
- Nr 28 Rynek – Mickiewicza – 22 Lipca – ODJ – Wolności – Gajowa – Osiedlowa – Długa – Partyzantów Działki Podlesie

a linię 25 poprowadzono z Osiedla ulicami: Przemysłową i Długą do tej samej pętli. W okresie letnim 25 i 28 wykonywały kursy wariantowe do kąpieliska leśnego Stawy Cyranowskie.

### Lata 90.
W 1991 zlikwidowano 7 i 16 – obie linie kursujące na Os. Michalina, a także ich końcową pętlę – przystanek przy ul. Baczyńskiego.
W tym samym roku w związku z budową osiedli mieszkaniowych w obrębie Smoczki włączono do sieci komunikacyjnej miasta ul. Powstańców Warszawy z nową pętlą. Z tego powodu uruchomiono linie:
- Nr 29 Rynek – Osiedle – ODJ – ul. Powstańców Warszawy
- Nr 30 ul. Powstańców Warszawy – ul. Partyzantów – WSK.

W 1992 zbudowano nowy dworzec autobusowy po przeciwnej stronie torów kolejowych od strony Osiedla. Pętlę początkową wszystkich linii podmiejskich (z wyjątkiem 10) przeniesiono właśnie tam. Zmodyfikowano także linię 29 – poszerzono ją o Os. Lotników, okolice hali targowej, szpitala i nowy dworzec. Wycofano zaś z tych terenów linię nr 20.
Kolejne trasy komunikacyjne powstawały w latach 1992-1993. Były to:
- Nr 31 WSK – ul. Partyzantów – ODJ – Osiedle – WSK (w jedną stronę)
- Nr 32 Smoczka – ODJ – Osiedle – WSK
- Nr 33 ul. Obrońców Pokoju – Osiedle – Cyranka – WSK – Mościska – Szydłowiec
- Nr 34 Dworzec PKS – Rynek – Wola Mielecka – Podleszany – Zawierzbie – Wólka Książnicka
- Nr 35 Borek Niski – Os. Lotników (ul. Pisarka)
- Nr 36 Dziubków – ul. Kardynała Wyszyńskiego
- Nr 37 Dworzec PKS – ul. Obrońców Pokoju – Chorzelów – Malinie – Tuszów Narodowy – Jaślany (zlikwidowana po 2 miesiącach)
- Nr 38 Dworzec PKS – ul. Obrońców Pokoju – Chorzelów – Malinie – Tuszów Narodowy – Grochowe
- Nr 39 Dworzec PKS – ul. Obrońców Pokoju – Chorzelów – Malinie – Ławnica

W 1994 wydłużono przebieg niezmiennych od prawie 30 lat linii nr 1 Mielec-Rzędzianowice do Woli Pławskiej, która startowała z ul. Lisa, oraz linii nr 5 Rynek-Rzochów do Rzemienia. W roku 1995 zlikwidowano z woli mieszkańców najstarszą i najważniejszą pętle autobusową w mieście. Była to pętla w Rynku. Na której dotychczas rozpoczynały swą trasę linie nr 2, 4, 5, 13, 14, 20, 21, 24 i 28. Trzy z nich (14, 21, 28) wydłużono do Os. Lotników, linię nr 5 przeniesiono na ul. Kościuszki, a pozostałe trasy (2, 4, 13, 20, 21, 24) na ul. Szkolną, a następnie na pętlę linii 22 przy Parku Oborskich na ul. Legionów. Linię nr 22 przeprowadzono przez ul. Wiejską i Konfederacką. W roku 1999 i 2001 po raz ostatni w historii doprowadzono linie do Michaliny (w obu przypadkach na okres próbny). Najpierw w 1999 linię nr 3 (Michalina – Stadion – Osiedle – Rynek – ul. Legionów), a następnie nr 7 (Michalina – Stadion – Osiedle – ODJ – ul. Wolności – ul. Żeromskiego – Rynek – Os. Lotników) w 2001. Obydwie linie zostały zlikwidowane z powodu zbyt niskiej frekwencji pasażerów. W 1999 r. utworzono pętlę przy ulicy Staszica dla linii nr 20. Po zmianie trasy linia ta omijała Rynek i ul. Legionów, kursując bezpośrednio z osiedla do swojego nowego punktu końcowego. Linia nr 15 do początku lat 90. startowała z ul. Hetmańskiej.

### XXI wiek
1 stycznia 2001 roku dokonano modernizacji sieci komunikacyjnej Smoczki i Dziubkowa oraz terenów byłej WSK – obecnie Specjalnej Strefy Ekonomicznej.
Zlikwidowano linię nr 13 ul. Legionów – Smoczka. Po raz kolejny zmieniono trasę linii nr 20, przenosząc jej peltę końcową z
ul. Szafera na Smoczkę. Do ulicy Szafera doprowadzono natomiast nową linię:
- Nr 16 Os. Lotników – Rynek – Osiedle – ODJ – ul. Wyszyńskiego – ul. Powstańców Warszawy – ul. Szafera

Nową pętlę otrzymały także linie 28, 29 i 30. Linię nr 28 wydłużono do ul. Wyszyńskiego, a 29 i 30 przez Wyszyńskiego do nowo wybudowanej ul. Zygmuntowskiej.
W międzyczasie dodano nowe linie:
- Nr 0 Strefa – Os. Lotników
- Nr 14A Cmentarz Komunalny – Os. Lotników
- Nr 28A Ul. Wyszyńskiego – Os. Lotników
- Nr 29A ul. Zygmuntowska – Os. Lotników

W roku 2010 ogłoszono przetarg na kupno nowych autobusów: 2 dwunastometrowych z silnikami CNG i 10 dziewięciometrowych. Zamówiono autobusy firm Tedom (12m) i Solaris (9m). Te pierwsze dotarły do Mielca w październiku 2010 roku. Dojazd tych drugich podzielono na dwie części. Pierwsza dotarła w styczniu 2011 roku, druga dotrze w lecie tego samego roku.
Utworzono też nowe linie:
- Nr 7 Husqvarna – Os. Smoczka
- Nr 16 Husqvarna – Os. Lotników
- Nr 40 Przecław – ul. Mickiewicza

## Linie
Linie MKS Mielec, stan na czerwiec 2025:
| Linia | Trasa                                            |
| ----- | ------------------------------------------------ |
| 1     | Ducha Świętego – Biernackiego                    |
| 2     | Ducha Świętego – Szarych Szeregów                |
| 3     | Ducha Świętego – Szarych Szeregów przez Krańcową |
| 4     | Ducha Świętego – Cmentarz Komunalny              |
| 5     | Szarych Szeregów – Os. Rzochów                   |
| 5     | Szarych Szeregów – Rzemień ZSR                   |
| 6     | Jagiełły - Szarych Szeregów                      |
| 7     | Jagiełły – Inwestorów                            |
| 7     | Jagiełły – Kolejowa                              |
| 8     | Ducha Świętego – Majowa                          |
| 9     | Ducha Świętego – Szarych Szeregów                |
| 11    | Ducha Świętego – Kosmonautów Działki             |
| 11S   | Solskiego – Os. Mościska                         |
| 12S   | Kościuszki – Żegoty                              |
| 13S   | Obrońców Pokoju – Os. Łuże                       |
| 14S   | Inwestorów – Inwestorów                          |
| 21    | Dworzec – Strefa                                 |
| 22    | Os. Rzochów – Strefa                             |
| 23    | Inwestorów – Strefa                              |
| 24    | Ducha Świętego – Strefa                          |
| 25    | Rzemień ZSR – Strefa                             |
| 26    | Św. Jana Pawła II – COP-u Strefa                 |
| 27    | Ducha Świętego – COP-u Strefa                    |
| 28    | Ducha Świętego – Strefa przez Kusocińskiego      |
| 36    | Szafera - Wyszyńskiego Kościół                   |
| 41    | Dworzec – Rzędzianowice Olszyny                  |
| 43    | Obrońców Pokoju – Szydłowiec                     |
| 44    | Legionów – Trześń                                |
| 44A   | Legionów – Trześń przez Wolę Chorzelowską        |
| 45    | Dworzec – Goleszów                               |
| 45    | Strefa – Goleszów                                |
| 46    | Dworzec – Chorzelów                              |
| 48    | Dworzec – Chrząstów                              |
| 48    | Strefa – Chrząstów                               |

## Tabor
Aktualnie eksploatowany tabor MKS Mielec:
| Typ autobusu                                         | Numery taborowe                                      | Eksploatacja w MKS od:                               | przewóz osób na wózkach                              | Liczba |
| ---------------------------------------------------- | ---------------------------------------------------- | ---------------------------------------------------- | ---------------------------------------------------- | ------ |
| Jelcz M121MB                                         | 191, 192, 194                                        | 1997                                                 | przewóz osób na wózkach                              | 3      |
| Autosan A8V                                          | 208                                                  | 2009                                                 | przewóz osób na wózkach                              | 1      |
| Solaris Urbino 8,9 LE                                | 211-220                                              | 2010                                                 | przewóz osób na wózkach                              | 10     |
| Solaris Urbino 10                                    | 221-224                                              | 2016                                                 | przewóz osób na wózkach                              | 4      |
| Autosan M09LE                                        | 225, 226                                             | 2017                                                 | przewóz osób na wózkach                              | 2      |
| Solaris Urbino 10,5                                  | 227-236                                              | 2017                                                 | przewóz osób na wózkach                              | 10     |
| Solaris Urbino 12 CNG                                | 237-241                                              | 2018                                                 | przewóz osób na wózkach                              | 5      |
| Solaris Urbino 12 CNG                                | 242                                                  | 2020                                                 | przewóz osób na wózkach                              | 1      |
| Solaris Urbino 9 LE electric                         | 243-247                                              | 2024                                                 | przewóz osób na wózkach                              | 5      |
| Wszystkie pojazdy                                    | Wszystkie pojazdy                                    | Wszystkie pojazdy                                    | Wszystkie pojazdy                                    | 41     |
| Udział autobusów niskopodłogowych i niskowejściowych | Udział autobusów niskopodłogowych i niskowejściowych | Udział autobusów niskopodłogowych i niskowejściowych | Udział autobusów niskopodłogowych i niskowejściowych | 100%   |